# Régis Rothenbühler
Régis Rothenbühler (Neuchâtel, 11 oktober 1970) is een Zwitsers voetbalcoach en voormalig voetballer die speelde als verdediger.

## Carrière
Rothenbühler speelde gedurende zijn carrière voor Neuchâtel Xamax, Servette, FC Lugano, FC Luzern, FC Chiasso, Malcantone Agno, GC Biaschesi en FC Fribourg. Hij werd landskampioen in 1994 met Servette FC Genève.
Hij speelde negentien interlands voor Zwitserland waarin hij niet kon scoren. Wel nam hij met zijn land deel aan het EK 1996 in Engeland.
Na zijn spelersloopbaan werd hij trainer bij FC Mendrisio en jeugdcoach bij het nationale elftal.

## Erelijst
- Servette FC Genève
  - Landskampioen: 1994